# Willibald Glas
Willibald Glas (* 17. September 1927 in Rott am Inn; † 11. April 2022 in Sauerlach) war ein römisch-katholischer Theologe, Geistlicher des Erzbistums München und Freising und Kirchenkritiker. Als Pfarrer von St. Michael in Arget wurde er im Jahr 1992 vom Dienst suspendiert und die Kirchenstrafe der „von selbst eintretenden Exkommunikation“ festgestellt.

## Leben und Wirken
Willibald Glas wuchs als uneheliches Kind eines Protestanten und seiner katholischen Mutter in ärmlichen Verhältnissen bei seiner Großmutter in Mitterskirchen im niederbayerischen Landkreis Rottal-Inn auf. Sein leiblicher Vater, den er nicht kannte, starb später bei einer Explosion auf dem Truppenübungsplatz Grafenwöhr. Im Jahr 1933, nachdem seine Mutter am 19. Mai 1931 einen Fuhrmann einer Münchner Brauerei geheiratet hatte, zog Glas mit seiner Mutter zu ihm und seinen zwei Kindern Inge und Erwin nach München in die Landschaftsstraße. Dort besuchte er die Blumenschule, ab dem Schuljahr 1938/39 das Theresien-Gymnasium München. Überdies war Glas Domministrant in der Frauenkirche. Nach einer Ausbildung als Luftwaffenhelfer, wurde Glas zum Reichsarbeitsdienst, sodann zur Infanterie der Wehrmacht eingezogen und nahm am Zweiten Weltkrieg teil. Nach der Kriegsgefangenschaft in einem Rheinwiesenlager nahe Mannheim, gelangte er im Sommer 1946 zurück nach München.
1946 trat Glas in das Priesterseminar Freising ein und studierte Katholische Theologie an der Philosophisch-theologischen Hochschule Freising. Um 1950 arbeitete Glas als Werkstudent im Bayerischen Pilgerbüro, ehe er am 29. Juni 1954 in Freising zum Priester geweiht wurde. Anschließend wirke er von 1954 bis 1968 – zur Zeit des Apartheid-Regimes in Südafrika – zunächst als Missionar, später als Stadtpfarrer von Maria Regina im Erzbistum Pretoria. Mit Emanuel ’Mabathoana, dem damaligen Erzbischof von Maseru, verband ihn eine tiefe Freundschaft. Gegen Ende seiner Tätigkeit in Südafrika kam es zu Unstimmigkeiten mit Erzbischof John Colburn Garner.
Nach seiner Rückkehr nach Deutschland war Glas kurzzeitig als Militärseelsorger beim Gebirgspionierbataillon 8 in der Karfreit-Kaserne in Degerndorf am Inn tätig, ehe er ab dem 1. August 1969 sieben Jahre als Dombenefiziat in München sowie als Präses der dortigen Herz-Mariä-Bruderschaft wirkte. Ab 1974 war Glas schließlich Pfarrer von St. Michael zu Arget, einem Ortsteil der Gemeinde Sauerlach, im Landkreis München. Dort wandte er sich in einem Kommentar gegen einen vom Erzbischof von München und Freising an alle Pfarrgemeinden seines Bistums gesandten Aufruf zur Kollekte für den Peterspfennig: Johannes Paul II. poche auf seine päpstliche Unfehlbarkeit, lasse Laiisierungsanträge seiner Priester einfach liegen und verweigere wiederverheirateten Geschiedenen den Zugang zu den kirchlichen Sakramenten. In diesen Äußerungen erblickte Kardinal Joseph Ratzinger primär eine Beleidigung der päpstlichen Unfehlbarkeit, woraus am 1. Juli 1980 die einstweilige Amtsenthebung und die Versetzung in den vorzeitigen Ruhestand resultierte. Trotz der Entpflichtung betrachtete sich Glas – wie auch die Pfarrangehörigen – weiterhin als Pfarrer von Arget. Am 20. November 1980 – kurz vor der Ernennung Ratzingers zum Präfekt der Römischen Glaubenskongregation – setzte Generalvikar Gerhard Gruber Glas daraufhin wieder als Pfarrer ein.
Nach Erscheinen seines autobiografischen Buches „Der Pfarrer von Arget. Höhen und Tiefen in seinem Leben“ wurde er am 1. Mai 1992 von Kardinal Friedrich Wetter erneut und endgültig suspendiert. Glas habe in seinem Buch wesentliche Glaubenswahrheiten wie die Gottessohnschaft Jesu Christi, die Verbindlichkeit der Evangelien als geoffenbartes Wort Gottes und die Sakramentalität des Weihepriestertums geleugnet. Es entwickelte sich ein ausgiebiger Briefwechsel, in dessen Folge Glas seinen Vorgesetzten u. a. als „Feldherrn im Talar“ bezeichnete. Zwar missachtete Willibald Glas auch dieses Mal die Weisungen des Kardinals und versah mit Unterstützung der Kirchenverwaltung und des Pfarrgemeinderates weiterhin seine Aufgaben als Pfarrer. Am 21. September 1992 folgte jedoch die Exkommunikation per Dekret, kurz vor Weihnachten kam es schließlich zur Zwangsräumung des Pfarrhauses. Eine Klage aufgrund „Verletzung der Menschenrechte“ vor dem Bayerischen Verwaltungsgericht München war unzulässig, mangels Rechtsschutzbedürfnisses ebenso eine Klage vor dem Amtsgericht München. Glas verblieb zu ungekürzten Bezügen im Ruhestand.
Seit 1968 lebte Willibald Glas mit Inge Starzner zusammen, seiner früheren Pfarrhausfrau. Er verstarb am 11. April 2022, sein Grab befindet sich auf dem Neuen Friedhof am Pechlerweg in Sauerlach.

## Schriften
- Der Pfarrer von Arget. Höhen und Tiefen in seinem Leben. Selbstverlag, Sauerlach 1991, ISBN 3-9802755-0-7.
- Die Hochzeit des Pfarrers. Selbstverlag, 1991, ISBN 3-9802755-1-5.
- Christentum und Gewalt. Selbstverlag, 1992, ISBN 3-9802755-2-3.
- Es kommt oft anders als man denkt. Selbstverlag, 2005.